# Cimetière urbain de Pau
Le cimetière urbain de Pau est le cimetière le plus ancien de la ville de Pau dans les Pyrénées-Atlantiques. La décision est prise par ordonnance royale le 10 mars 1776 et deux ans plus tard un terrain est acquis. Le cimetière s'étend sur 9,8 hectares et accueille 14 900 concessions.

## Histoire
Le cimetière est organisé en plusieurs divisions dont une section pour les protestants d'après un décret de 1804. La ville de Pau devient une station climatique prisée de l'élite anglaise, puis continentale, après la parution en 1842 de l'étude du Dr Alexander Taylor L'Influence curative du climat de Pau et des eaux minérales des Pyrénées sur les maladies, et plus encore une vingtaine d'années plus tard avec l'arrivée du chemin de fer. 
À la veille de la Première Guerre mondiale, les hivernants étrangers — dont les Britanniques sont les plus nombreux — représentent plusieurs milliers de personnes dont un certain nombre se font construire des villas. La capitale de la Navarre aménage la promenade des Pyrénées, fait construire un palais d'hiver, des parcs et des hôtels prestigieux sont bâtis. Le cimetière reflète cette évolution. Le cimetière est agrandi en 1838 et au milieu du XXe siècle. 
À partir du milieu du XIXe siècle, des sépultures plus élaborées et des chapelles funéraires d'un goût raffiné sont construites. Cette mode perdure jusqu'à la veille de la guerre de 1914-1918. La chapelle Guillemin-Montebello fut l'unique inscrite aux monuments historiques (1998) ; elle fut réalisée par l'architecte Henri Geisse et le sculpteur Louis-Joseph Alexandre. La tombe de l'abbé Bruchou, mort en odeur de sainteté en 1887, est l'une des plus visitées. Parmi les chapelles ou sépultures remarquables, on peut citer la chapelle de Marthe Sarthou en forme de temple grec, la chapelle Chabbert et Hahet surmontée d'un sphinx, le monument de la famille Jones avec une croix et un ange de l'espérance et deux sculptures de la foi et de la charité, le monument du colonel James Potter avec saint Georges étreignant la croix, la chapelle de la famille de l'entrepreneur de travaux publics Hézard, la chapelle Jean Pourtalé et la chapelle Charles Pourtalé.

## Personnalités
- Comte René d'Astorg (1860-1940), pyrénéiste ;
- Pierre Joseph François Bosquet (1810-1861), maréchal de France ;
- Alphonse Cadier (1816-1911), pasteur protestant ;
- André Courrèges (1923-2016), couturier[5] ;
- Charles Darrichon (1849-1887), poète chansonnier, auteur du Bèth cèu de Pau ;
- Maria Devéria, morte en 1856 à 25 ans, fille d'Eugène Devéria, tombe ornée d'un buste ;
- Henri Faisans (1847-1922), avocat, sénateur et maire de Pau ;
- Émile Garet (1929-1912), député des Basses-Pyrénées ;
- Alfred Louis Hachette (1832-1872), fils de Louis Hachette, chapelle néobyzantine ;
- Louis d'Iriart d'Etchepare (1859-1945), député et maire de Pau ;
- André Labarrère (1928-2006), député socialiste, sénateur, maire de Pau ;
- la sépulture de la famille de Laborde de Monpezat ;
- Jean Monod (1822-1907), pasteur et théologien protestant ;
- Robert Monod (1884-1970), membre de l'Académie de médecine, petit-fils du précédent ;
- Joseph Nogué (1801-1871), député ;
- Théodora Platonow morte en 1875 à 52 ans, tombe surmontée d'une statue de marbre de la défunte en robe de mariée[6] ;
- Loïsa Puget (1810-1889), compositrice ; elle repose dans une chapelle avec son mari le parolier Gustave Lemoine (1803-1885) ;
- Hendrik George van Rinkhuyzen (1868-1922), peintre néerlandais ;
- Henry Russell, comte Russel-Killough (1834-1909), pyrénéiste ;
- Comte Pierre de Saint-Cricq (1772-1815), pair de France, député et ministre ;
- Alexander Taylor (1802-1879), médecin écossais à l'origine de la notoriété de Pau ;
- Philippe Tissié (1852-1935), aliéniste et neuropsychiatre ;
- Mrs Patrick Campbell née Tanner (1865-1940), comédienne britannique ;
- Jean-Louis Tinaud (1910-1990), homme politique ;
- Pierre Tourasse (1816-1882), philanthrope palois, obélisque orné d'un médaillon.

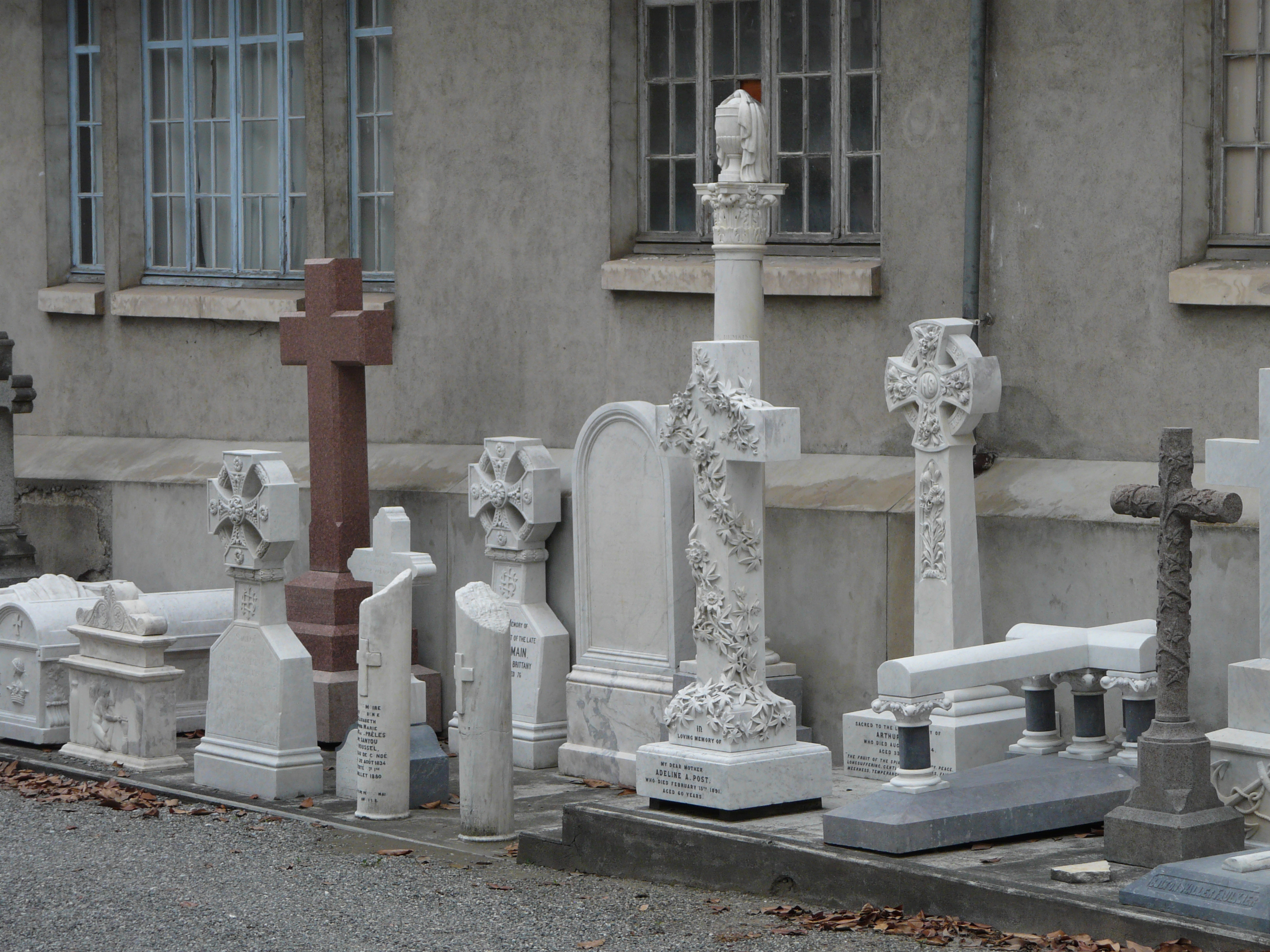
Tombes britanniques en cours de restauration.
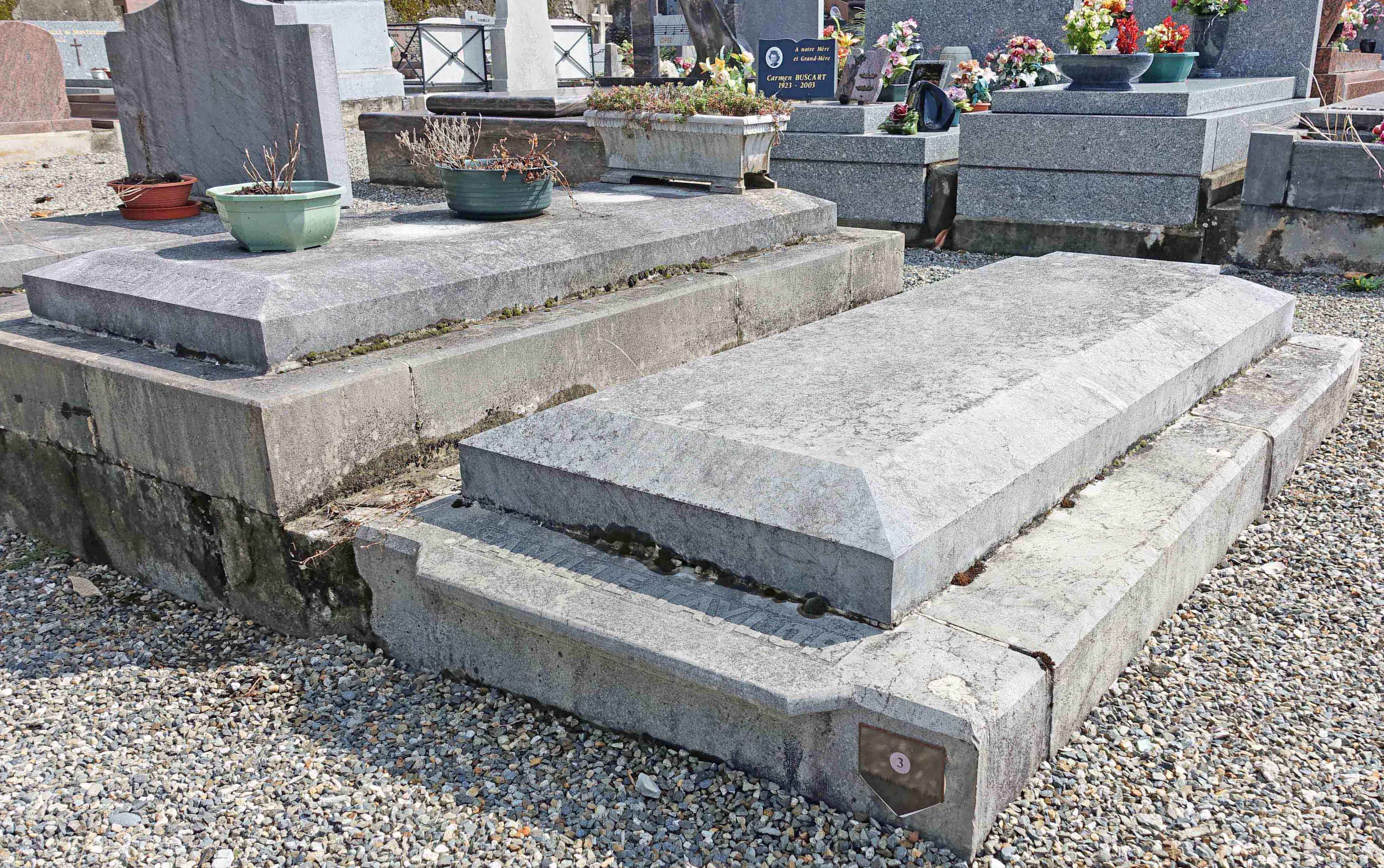
Tombe d'Alexander Taylor.
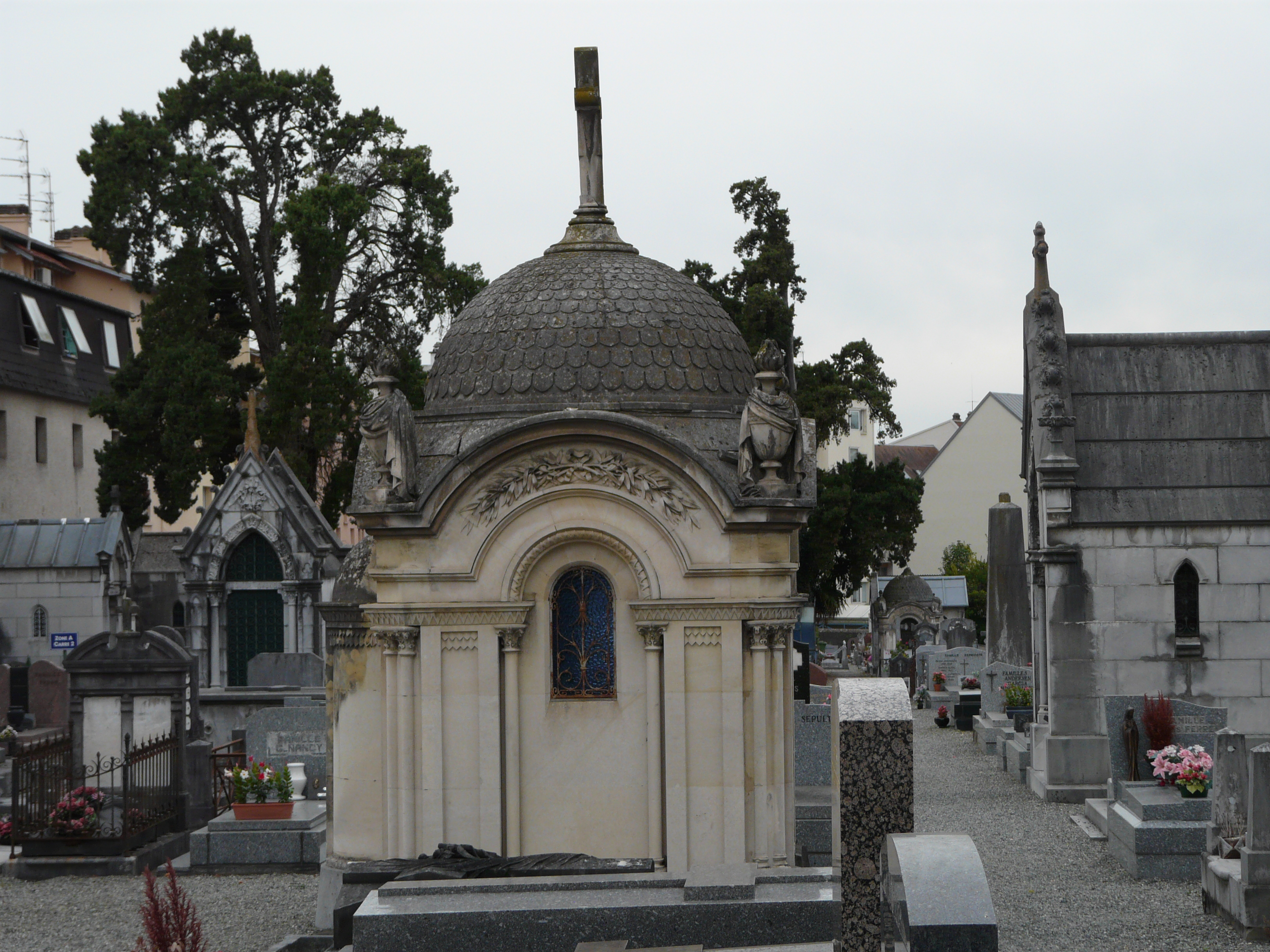
Aperçu du cimetière.
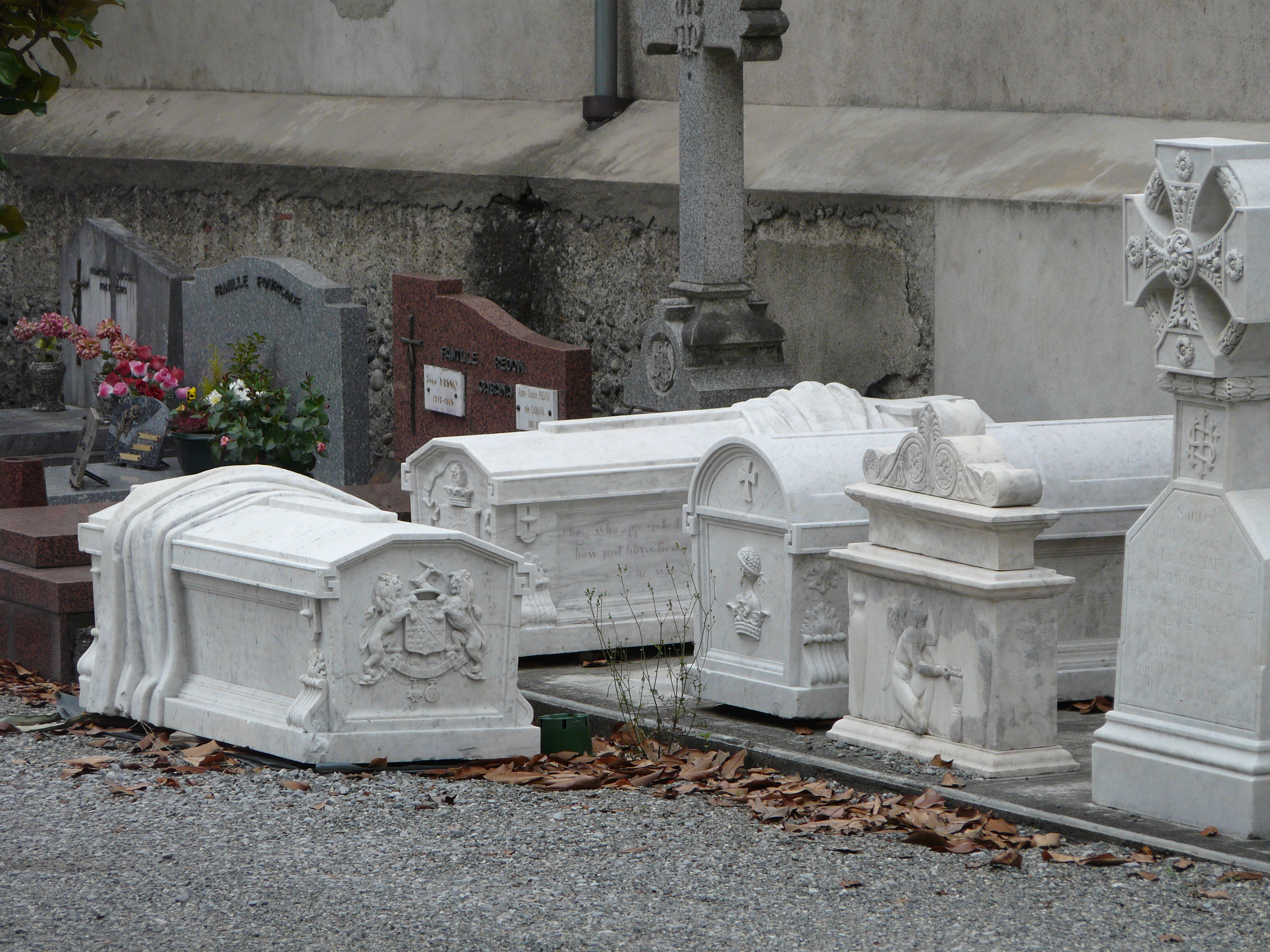
Tombes en cours de restauration.